# Толстой, Алексей Владимирович
Алексе́й Влади́мирович Толсто́й (14 (26) июня 1840 — 1907) — генерал-лейтенант русской армии, участник Кавказской и Русско-турецкой (1877—1878) войн, адъютант наместника на Кавказе Е. И. В. Великого князя Михаила Николаевича.

## Биография
Алексей Толстой родился 14 (26) июня 1840 года. Православного вероисповедания. Происходил из дворянского рода Толстых Тверской губернии. Сын генерал-майора Владимира Андреевича Толстого (1799―1842) и Варвары Андреевны, урождённой Щербининой.
Образование получил в Императорском училище правоведения, по окончании которого 16 июня 1861 года поступил на военную службу унтер-офицером в Переяславский драгунский полк. С того же года Толстой в составе этого полка принимал участие в Кавказской войне вплоть до её окончания в 1864 году. 16 декабря 1862 года произведен в прапорщики, а в следующем 1863 году был награждён орденом Св. Георгия 4-й степени. 21 мая 1864 года в день окончательного завершения кавказской войны за боевые отличия в боях с горцами был произведён в офицерский чин поручика.
26 июня 1866 года произведен в штабс-капитаны. 24 декабря того же года он был назначен на должность адъютанта главнокомандующего Кавказской армией великого князя Михаила Николаевича. 30 августа 1868 года произведён в поручики гвардейской кавалерии в лейб-гвардии Гусарский Его Величества полк с оставлением в занимаемой им должности. 30 августа 1871 года произведен в штабс-ротмистры, и с 10 декабря того же года назначен командиром конвоя главнокомандующего Кавказской армией. 30 августа 1874 года произведен в ротмистры, а 27 мая 1877 года ― в полковники.
В Русско-турецкую войну 1877―1878 годов продолжал состоять адъютантом при главнокомандующем Кавказской. С 12 по 13 июня 1877 года в составе наспех сформированного Чингильского отряда участвовал в неудачном марш-броске на Баязет, для освобождения осаждённого в его цитадели русского гарнизона. С 10 октября 1877 по 1 марта 1878 годы командовал 2-й бригадой 2-й кавалерийской дивизии. 23 октября 1877 года получил лёгкое ранение при взятии Хасан-кале.
С 9 января 1889 года Толстой был произведён в генерал-майоры, а 6 декабря 1899 года ― в генерал-лейтенанты. Умер в 1907 году (исключён из списков умершим 23.09.1907).

## Награды
отечественные
- орден Св. Георгия 4-й степени (1863)
- орден Св. Станислава 3-й степени (1870)
- орден Св. Владимира 4-й степени (1871)
- орден Св. Станислава 2-й степени (1874)
- золотое оружие «За храбрость» (1877)
- орден Св. Анны 2-й степени с мечами (1877)
- орден Св. Владимира 3-й степени с мечами (1878)
- подарок по чину (1879)
- орден Св. Станислава 1-й степени (1892)
- орден Св. Анны 1-й степени (1896)
- орден Св. Владимира 2-й степени (1903)

иностранные
- орден Красного орла 3-й степени (Пруссия, 1870)
- орден Церингенского льва (Великое герцогство Баден, 1870)
- орден Красного орла 2-й степени (Пруссия, 1888)
- орден Церингенского льва, большой крест (Великое герцогство Баден, 1894)
- орден Грифона, большой крест (Мекленбург-Шверин, 1894)
- Орден Саксен-Эрнестинского дома (Саксен-Кобург-Гота, 1894)
- орден Короны 1-го класса (Пруссия, 1898)